# Bistum Bjelovar-Križevci
Das Bistum Bjelovar-Križevci (lateinisch Dioecesis Bellovariensis-Crisiensis, kroatisch Bjelovarsko-križevačka biskupija) ist ein römisch-katholisches Bistum in Kroatien mit Sitz in Bjelovar.

## Geschichte

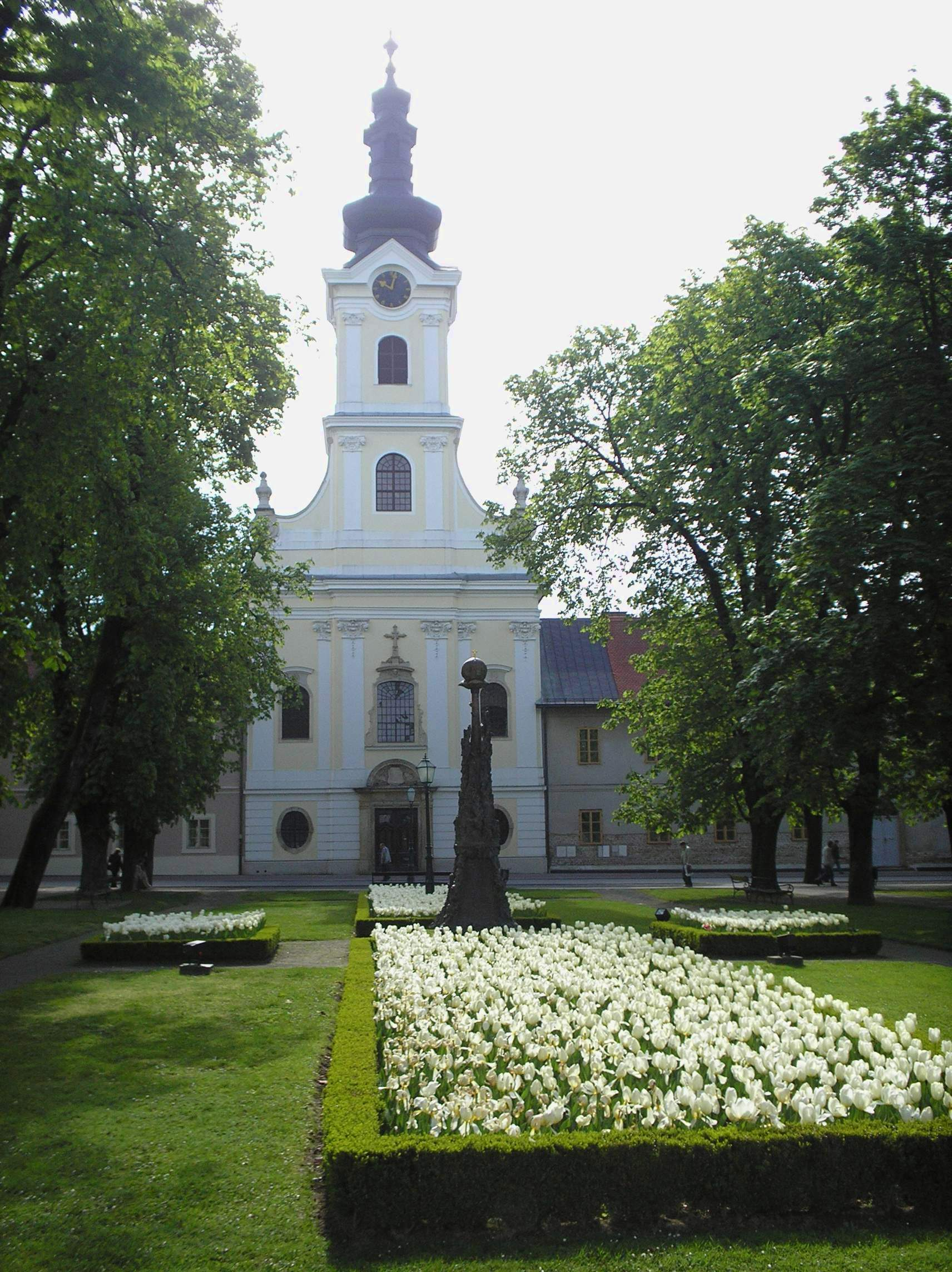
Kathedrale Terezije Avilske

Das Bistum Bjelovar-Križevci wurde am 5. Dezember 2009 von Papst Benedikt XVI.  mit der Apostolischen Konstitution De maiore spirituali errichtet. Gleichzeitig ernannte Benedikt XVI. Vjekoslav Huzjak zum ersten Bischof des Bistums. Territorial umfasst das Bistum die gleichnamigen kroatischen Städte Bjelovar und Križevci.
Das Bistum ist dem Erzbistum Zagreb unterstellt. Schutzpatron des Bistums ist der Hl. Marko von Križevci.